# Кирилюк, Андрей Никитович
Кирилюк Андрей Никитович — Герой Советского Союза, командир огневого взвода 823-го артиллерийского полка 301-й стрелковой Сталинской ордена Суворова дивизии  9-го стрелкового Бранденбургского Краснознамённого корпуса 5-й ударной армии 1-го Белорусского фронта, лейтенант.

## Биография
Родился 15 (28) июня 1914 года в селе Быстриевка ныне Ружинского района Житомирской области в крестьянской семье. Украинец. Член КПСС с 1942 года. В 1926 году окончил 7 классов средней школы. Работал на строительстве Невинномысского канала, потом в Ленинграде.
В июне 1940 года призван в ряды Красной Армии. В боях Великой Отечественной войны с июля 1941 года. Воевал на Северо-Западном, 3-м Украинском и 1-м Белорусском фронтах. Был дважды ранен. В 1944 году окончил 1-е Киевское артиллерийское училище.
В боях за Берлин наши войска действовали штурмовыми группами. С первого дня здесь шли ожесточённые схватки. Дрались за каждый дом, за каждый этаж. Когда артиллеристы и пехота выбили противника из первых трёх каменных домов, командир штурмовой группы насчитал в них более сорока вражеских трупов, несколько пулемётов, десятки фаустпатронов и три радиостанции.
Ночь на 26 апреля 1945 года прошла неспокойно. Ещё до восхода солнца на одной из улиц Берлина завязался ранний бой. Сражение возобновилось и на других улицах. Город дрожал от грохота пушек. С восходом солнца вступила в действие и наша авиация.
Через час штурмовую группу, в составе которой действовал со своими тремя орудиями лейтенант А. Н. Кирилюк, задержали эсэсовцы, засевшие в сером каменном доме, стоявшем на поперечной улице. Обойти дом нельзя: ни справа, ни слева хода нет. Сколько не били по дому танкисты и артиллеристы, но стоило нашей пехоте подняться, как прицельный огонь врага немедленно прижимал её к земле.
Артиллеристы открыли огонь по окнам нижнего этажа. Дым и пыль клубились у серого дома. Двинулись вперёд танки, на ходу стреляя из пушек и пулемётов, за ними пошла пехота. Казалось, ещё несколько минут, и цель будет достигнута.
Но враг снова ожил. От взрывов фаустпатронов загорелся передний танк. Пехота прижалась к домам. Пулемёты гитлеровцев застрекотали ещё сильнее. Один за другим падали на асфальт солдаты. Рядом с горевшим танком всплесками белого пламени рвались фаустпатроны. В окнах лопались стёкла и со звоном сыпались на тротуар. Танки попятились назад. Атака и на этот раз захлебнулась. Всё меньше оставалось в штурмовой группе танков и пехоты. За несколько часов боя артиллеристы израсходовали почти половину боекомплекта, а серый дом оставался неприступным.
А. Н. Кирилюк вложил в брезентовую сумку из-под противогаза несколько гранат, перекинул её через плечо, взял автомат и запасные магазины. А. Н. Кирилюк приказал ударить дымовыми снарядами по второму и пятому окнам, чтобы ослепить врага, а сам вместе с подносчиком орудийного расчёта стал у пролома стены.
Как только прозвучали выстрелы и серый дом окутался дымом, А. Н. Кирилюк бросился вперёд и забросал гранатами окна первого этажа. Как кошка, вскочил он через окно вовнутрь и огнём автомата в короткой схватке уничтожил фаустников и пулемётчиков в чёрной униформе СС. Потом рывком распахнул дверь смежной комнаты и бросил туда противотанковую гранату. Раздался взрыв, и в доме воцарилась тишина. А. Н. Кирилюк выглянул в окно. По улице к дому бежали наши стрелки. Прокатилось громкое «ура».
А. Н. Кирилюк оглянулся. В двух больших комнатах, из которых вели огонь фашисты, лежало до двух десятков вражеских трупов. Из коридора доносился топот ворвавшихся в дом бойцов. Они искали лейтенанта-артиллериста. Так была сломлена ещё одна твердыня гитлеровцев на пути к центру Берлина. Штурмовая группа двинулась дальше.
Указом Президиума Верховного Совета СССР от 15 мая 1946 года за подвиги, совершённые при форсировании Одера и в боях за Берлин, лейтенанту Андрею Никитовичу Кирилюку присвоено звание Героя Советского Союза с вручением ордена Ленина и медали «Золотая Звезда» (№ 6968).
После окончания Великой Отечественной войны жил и работал в Москве. Скончался 15 декабря 1964 года. Похоронен в Москве в колумбарии Новодевичьего кладбища (секция 125).
Награждён орденами Ленина, Отечественной войны 1-й и 2-й степени, медалями.